# Joseph Willard Roosevelt
Joseph Willard Roosevelt, né le 16 janvier 1918 à Madrid et mort le 18 mai 2008 à Orient, est un compositeur et pianiste américain.

## Biographie
Joseph Willard Roosevelt est le petit-fils du président Theodore Roosevelt. Il fait ses études au Harvard College de 1936 à 1938 puis à la Longy School of Music de Cambridge de 1936 à 1938 puis de 1940 à 1941. Il est aussi l'élève de Nadia Boulanger à Paris et Gargenville entre 1938 et 1939. En 1946 et 1947, il obtient ses diplômes de composition et de piano au Collège de musique de New York. Il achève ensuite sa formation au Hartt College of Music de Hartford où il obtient son bachelor en 1959 et son master en 1960.
Il se produit comme pianiste, mais aussi comme conférencier et donne des conférences sur la musique à l'Université Columbia en 1961, à l'Université Fairleigh-Dickinson de 1964 à 1967 ainsi qu'au College de musique de New York de 1967 à 1968.
Il est l'auteur d'un opéra, And the Walls Came Tumbling Down (1974).

## Œuvres
Il écrit de la musique de chambre ainsi que des œuvres vocales.

### Musique concertante
- Concerto pour piano (1948, révisé en 1983) ;
- Concerto pour violoncelle (1963).

### Musique symphonique
- Amistad, homenaje al grand Morel-Campos, ouverture (1965) ;
- Our Dead Brothers Bid Us Think of Life (1976) pour soprano, récitant, danseur et orchestre de chambre.